# Perù ai Giochi della XXI Olimpiade
Il Perù partecipò ai Giochi della XXI Olimpiade che si sono svolti a Montréal dal 17 luglio al 1º agosto 1976, con una delegazione di 13 atlete: l'ostacolista e pentatleta Edith Noeding e la nazionale femminile di pallavolo.
Fu l'ottava partecipazione di questo paese ai Giochi estivi. Non fu conquistata nessuna medaglia.